# Class of '55
Class of '55 è un album discografico dei musicisti statunitensi Johnny Cash, Jerry Lee Lewis, Roy Orbison e Carl Perkins, pubblicato nel 1986.

## Il disco

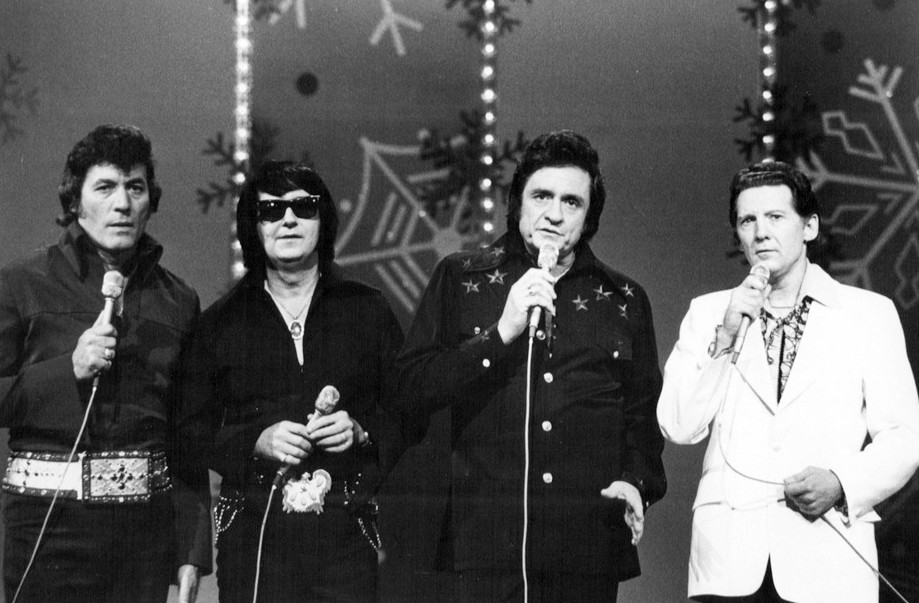
Perkins, Orbison, Cash e Lewis nel 1977

Sebbene il disco sia in parte un tributo alla memoria di Elvis Presley, è principalmente un album di "revival nostalgico" del rock and roll delle origini; i quattro partecipanti infatti, come anche Presley, iniziarono tutti la propria carriera con la Sun Records negli anni cinquanta. Inciso presso il Sun Studio di Sam Phillips e completato agli American Sound Studios, la lavorazione dell'album fu documentata dalla Dick Clark Productions, che si occupò di filmare le sedute di registrazione in studio.
L'ultima canzone eseguita durante le sessioni, Big Train (from Memphis), scritta da John Fogerty, vede la partecipazione ai cori di Fogerty stesso, The Judds, Dave Edmunds, Ricky Nelson, Sam Phillips, e June Carter Cash. Fogerty disse a un giornalista di essersi ispirato al sound delle vecchie incisioni della Sun Records per comporre il pezzo. Il finale della canzone contiene citazioni del testo di vari successi della Sun, come That's All Right Mama, Blue Suede Shoes, Whole Lotta Shakin' Goin' On, Folsom Prison Blues, ed altri.
Il produttore discografico Chips Moman ebbe qualche problema una volta concluse le sedute di registrazione dell'album, in quanto Johnny Cash era all'epoca ancora sotto contratto con la Columbia Records, e la sua partecipazione al disco non era stata ufficializzata dalla Columbia. Trovandosi davanti alla possibilità di dover rimuovere la voce di Cash dalle registrazioni, Moman pagò di tasca propria alla Columbia 100,000 dollari per ottenere i diritti della partecipazione di Cash all'album. All'epoca, l'etichetta America/Smash era affiliata alla PolyGram, casa discografica proprietaria anche della Mercury Records con la quale Cash avrebbe firmato un contratto poco tempo dopo.
In precedenza Cash, Lewis e Perkins avevano già collaborato nel 1956 durante le sessioni del Million Dollar Quartet, e nel 1982 in occasione del disco The Survivors Live.

## Tracce
Lato 1
1. Birth of Rock and Roll – 4:21 (Carl Perkins, Greg Perkins)
2. Sixteen Candles – 3:48 (Luther Dixon, Allyson Khent)
3. Class of '55 – 2:56 (Chips Moman, Bobby Emmons)
4. Waymore's Blues – 2:25 (Waylon Jennings, Curtis Buck)
5. We Remember the King – 2:58 (Paul Kennerly)

Lato 2
1. Coming Home – 3:59 (Roy Orbison, Will Jennings, J.D. Souther)
2. Rock and Roll (Fais-Do-Do) – 3:17 (Michael Smotherman)
3. Keep My Motor Running – 2:52 (Randy Bachman)
4. I Will Rock and Roll with You – 2:01 (Johnny Cash)
5. Big Train (from Memphis) – 7:56 (John Fogerty)

## Formazione
- Johnny Cash — voce, chitarra
- Carl Perkins — voce, chitarra
- Jerry Lee Lewis — voce, pianoforte
- Roy Orbison — voce
- Jack Clement, Marty Stuart — cori, chitarra
- Reggie Young, Bob Wootton, Kenneth Lovelace, J.R. Cobb — chitarra
- Memphis Strings — archi
- Ace Cannon, Wayne Jackson, Jack Hale Jr., Bob Lewin — fiati
- Bobby Emmons — tastiere, Synclavier
- Mike Leech, Bob Moore — basso
- Gene Chrisman, W.S. Holland, Buddy Harman — batteria
- Toni Wine, Paul Davis, Dan Penn, June Carter Cash, Rebecca Evans, Chips Moman, Reba Russell, Sam Phillips, John Fogerty, Dave Edmunds, The Judds, Ricky Nelson — cori